# Roger Louis Schutz-Marsauche
Roger Louis Schutz-Marsauche (Provence, Zwitserland 12 mei 1915 – Taizé 16 augustus 2005), beter bekend als frère Roger (broeder Roger), was theoloog, verzetsheld en de oprichter en de eerste overste van de Taizégemeenschap, een oecumenische kloostergemeenschap die anno 2005 een honderdtal broeders telt en jaarlijks ongeveer 200.000, veelal jonge mensen als bezoekers trekt.
Hij zette zich zijn hele leven in voor de verzoening tussen de gescheiden kerken, waarbij hij zich vooral richtte op de christelijke jongeren. Met zijn charismatische verschijning maakte hij op velen indruk.

## Jeugd
Zijn vader Karl Ulrich Schutz was afkomstig uit Bachs in het Zürcher Unterland, zijn moeder Amélie Henriette Schutz-Marsauche uit Bourgondië. Hij was de jongste van negen kinderen. Van 1937 tot 1940 studeerde hij gereformeerde theologie te Straatsburg en Lausanne.
In 1940 reed hij op de fiets van Genève naar het Bourgondische plaatsje Taizé, in het door de Duitsers bezette deel van Frankrijk. In de eerste jaren daar huisvestte hij samen met zijn zus Geneviève vluchtelingen, vooral Joden. Na in 1942 naar Zwitserland te zijn teruggekeerd kwam hij in 1944 opnieuw naar Taizé waarbij hij zich ditmaal toelegde op de verzorging van Duitse krijgsgevangenen en de opvang van oorlogsweeskinderen. Steeds meer vrienden en gelijkgestemden sloten zich bij hem aan, en in 1949 legden de eerste zeven broeders de kloostergeloften af.

## Oecumene
Oorspronkelijk waren alleen broeders afkomstig van verschillende protestantse Kerken lid van de broedergemeenschap van Taizé. In 1968 werd de eerste rooms-katholieke broeder in de gemeenschap opgenomen.
In 1974 organiseerde de gemeenschap een "jongerenconcilie", dat een paar jaar later overging in een "Pelgrimage van vertrouwen op aarde". Deze pelgrimage heeft niet de vorm van een organisatie of een beweging rond Taizé. Men wordt aangemoedigd om stichter van vrede en drager van vertrouwen te worden in zijn eigen stad, dorp en plaatselijke kerk.
In Taizé leven anno 2005 ongeveer 100 broeders uit 25 landen. In de loop der jaren hebben miljoenen jongeren zich met de thema's van de gemeenschap beziggehouden: naastenliefde, vrede en verzoening. Op aanmoediging van frère Roger leven sinds 1951 broeders samen met bezitslozen in gemeenschappen in Azië, Afrika en Latijns-Amerika.
Tijdens de eucharistieviering bij de bijzetting van Paus Johannes Paulus II deelde de toenmalige kardinaal Ratzinger aan frère Roger de Heilige Communie uit, wat wereldwijd opzien baarde. Sommigen zagen hierin een teken van toenadering tussen de kerkgenootschappen binnen het christendom. Bij monde van zijn woordvoerder Joaquín Navarro Valls heeft het Vaticaan in juli 2005 verklaard dat dit een uitzonderlijk geval was en Frère Roger zich “in de rij bevond die zich voor kardinaal Ratzinger had gevormd voor het ontvangen van de Heilige Communie en het in die omstandigheden onmogelijk was hem het Allerheiligste Sacrament te weigeren, vooral omdat zijn katholiek geloof welbekend is”.

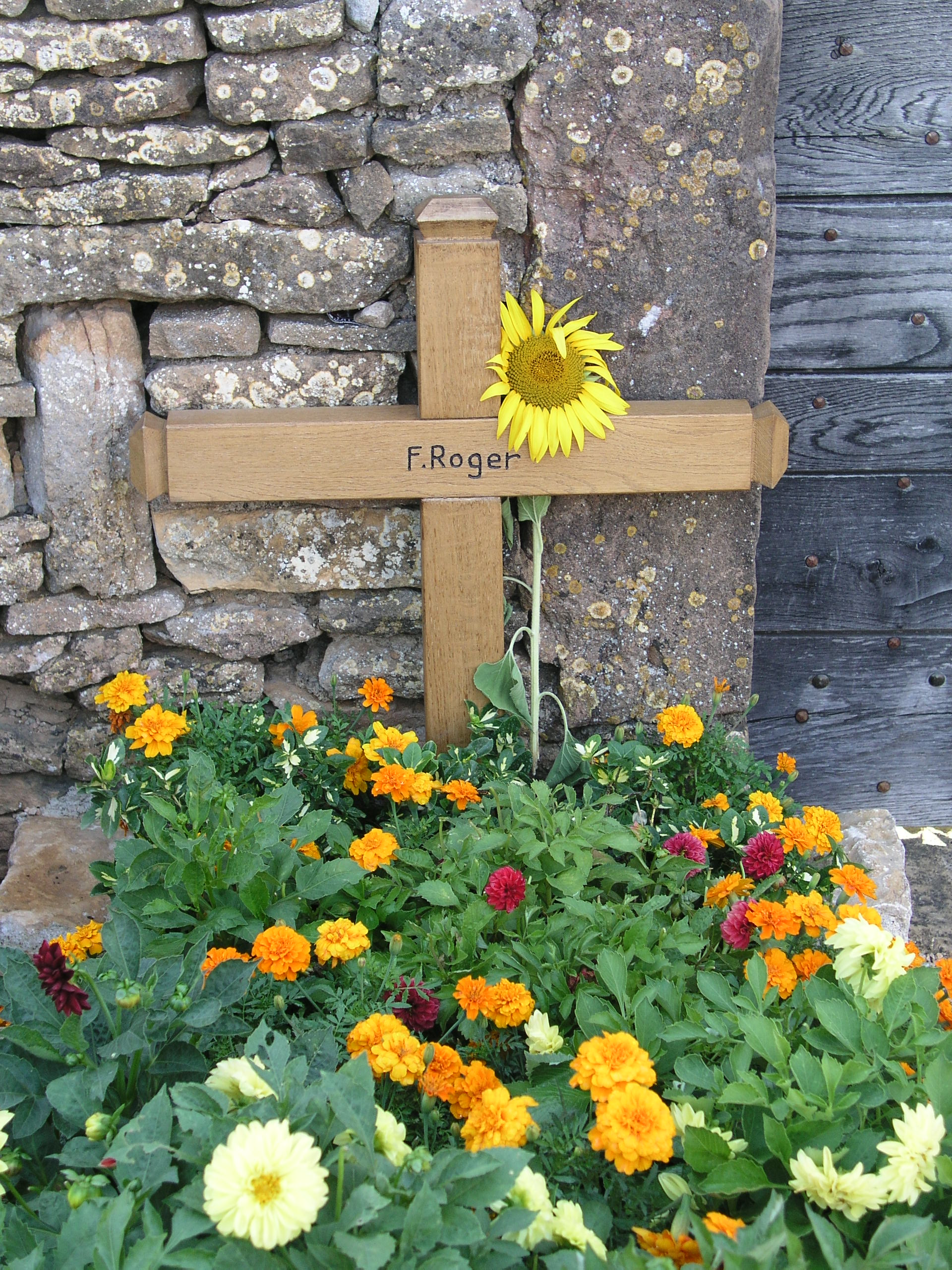
Graf van Roger.

Navarro Valls benadrukte dat “dit een zeer uitzonderlijk geval was, dat niet veralgemeend mag worden”.
Frère Roger was protestant. Hij zette een stap die sinds de Reformatie niet was voorgekomen: hij trad geleidelijk toe tot volledige gemeenschap met het geloof van de katholieke Kerk, zonder een ‘bekering’ die een breuk met zijn oorsprong zou betekenen.
Zelf beschreef frère Roger zijn weg van oecumene als volgt: “Mijn grootmoeder van moederskant ontdekte intuïtief een soort sleutel voor de roeping tot oecumene. Zij heeft voor mij de weg ontsloten om die roeping in praktijk te brengen. Geraakt door het getuigenis van haar leven, heb ik, in haar voetspoor, al op jonge leeftijd mijn eigen christelijke identiteit gevonden: ik bracht in mijzelf een verzoening tot stand tussen het geloof van mijn oorsprong en het mysterie van het katholieke geloof, zonder de verbondenheid met wie dan ook te verbreken.”

## Overlijden
Op 16 augustus 2005 werd frère Roger kort na 20.30 uur, tijdens het avondgebed waarbij ongeveer 2500 jongeren aanwezig waren, aangevallen door Luminiţa Solcan, een 35-jarige verwarde Roemeense vrouw die hem met een mes stak, met dodelijk gevolg. Hij werd begraven op 23 augustus 2005 op het plaatselijke kerkhof rond de romaanse kerk waar de gemeenschap van Taizé zijn eerste kerkdiensten hield.
Frère Alois (1954), die indertijd door Frère Roger bestemd was om zijn opvolger te zijn, is sinds 2005 prior van de gemeenschap.

## Publicaties
- Vivre l'aujourd'hui de Dieu, 1958, "Voor Helmut Frenz, voor Christian Precht en allen die met hen in Chili gestreden hebben voor mensen, die slachtoffer van mensen werden"
- L'unité, espérance de vie, 1962
- Dynamique du provisoire (De spankracht van het voorlopige), 1965
- Unanimité dans le pluralisme, 1966
- Violence des pacifiques, 1968
- Ta fête soit sans fin (Feest zonder einde, dagboek februari 1969 – mei 1970), 1971
- Lutte et contemplation (Strijd en aanbidding, dagboek mei 1970 – april 1972), 1973
- Vivre l'inespéré (Het onvermoede tegemoet, dagboek 1972–1974), 1976
- Etonnement d'un amour (Weg van een liefde, dagboek september 1974 – december 1976), 1979
- De bronnen van Taizé, 1980 (Uitgeverij Ten Have, 2001)
- Fleurissent tes déserts, 1982
- Passion d’une attente, 1985
- Son amour est un feu (Zijn liefde is een vuur), 1988
- En tout la paix du cœur (Vrede in je hart), 1995
- Dieu ne peut qu’aimer, 2001
- Pressens-tu un bonheur ?, 2005
- Bidden in de stilte van je hart – 100 gebeden, (Uitgeverij Ten Have, 2006)

## Prijzen en onderscheidingen
- 1974: Templetonprijs voor religie, West Conshohocken, PA USA
- 1974: Friedenspreis des Deutschen Buchhandels, Frankfurt aan de Main
- 1986: Eredoctoraat van de Universiteit van Warschau
- 1988: UNESCO-prijs voor Vredeseducatie, Parijs
- 1989: Karlsprijs van de stad Aken
- 1990: Eredoctoraat van de Katholieke Universiteit Leuven
- 1992: Robert Schumanprijs, Straatsburg
- 1997: Notre Dame Award, Notre Dame Universiteit, Indiana, USA
- 2003: Dignitas Humana Award, Saint John’s University, Collegeville, Minnesota, USA
- 2004: Lambeth Cross